# Air Ukraine
Air Ukraine – nieistniejące ukraińskie linie lotnicze. Powstałe w 1992, z siedzibą w Kijowie. Od 2003 zostały włączone do Aerosvit Cargo.
Linie lotnicze zostały powołane i rozpoczęły działalność w 1992 roku. Powstały wskutek połączenia podzielonego Aerofłot w Kijowie wraz z innymi ukraińskimi siedzibami.
Oznaczenia kodowe
- IATA: 6U
- ICAO: UKR

## Flota
Flota Air Ukraine składała się następujących samolotów:
- 1 Tu-154M
- 3 Tu-134

Przed bankructwem, które zmusiło linie lotnicze do sprzedaży lub likwidacji samolotów, flota była następująca:
- 50 An-24
- 17 An-26
- 9 An-30
- 3 An-32
- 1 An-72
- 1 An-124
- 2 Ił-18
- 9 Ił-62
- 26 Tu-134
- 38 Tu-154
- 20 Jak-40
- 20 Jak-42